# Motorola Defy
Motorola Defy är en Android smartphone från Motorola. Motorola Defy är vattentät, dammtät, reptålig och stöttålig tack vare materialet den är gjord av och sin Gorilla glass skärm.

## Beskrivning
Defy har en kapacitiv pekskärm och fyra Android touchknappar på fronten. Den har Wi-Fi (802.11 b/g/n), en 5 megapixel kamera med LED-blixt, högtalare, 800 Mhz TI OMAP3630-800 processor och en 3,7 tums WVGA skärm.